# Afoxé

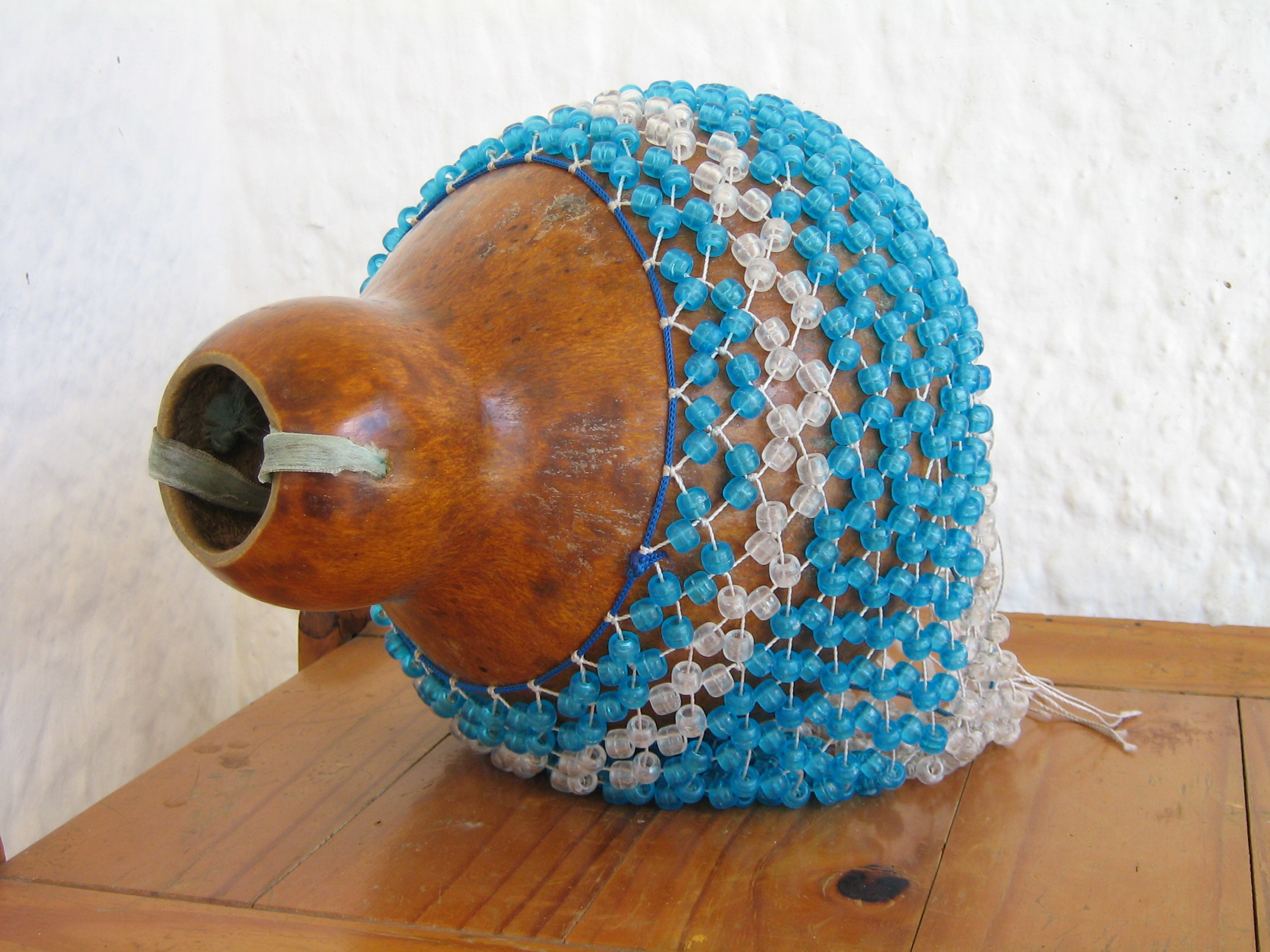
Un Afoxé, instrument afro-brésilien, posé sur une table.

L’afoxé est un terme brésilien désignant :
- un instrument de musique en gourde ou calebasse recouvert d'un filet comportant des petits éléments percutants (perles, coquillages ou graines), de la famille des idiophones, hochet à percussion externe, aussi nommé xequerê (ou chekeré), xaque-xaque, aguê ou piano-de-cuia ; il suffit de le secouer en rythme pour en jouer.
- un genre musical pour l'accompagnement rythmique d'un rituel magico-religieux candomblé.

- une entité carnavalesque, ou un groupe de carnaval (blocos-afro) lié au candomblé.